# Missão de Observação das Nações Unidas em Uganda-Ruanda

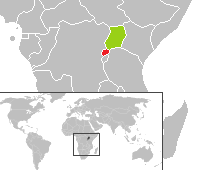
Ruanda (vermelho) e Uganda (verde)

Missão de Observação das Nações Unidas em Uganda-Ruanda (em inglês:  United Nations Observer Mission Uganda–Rwanda, UNOMUR) foi uma missão de paz criada pelo Conselho de Segurança das Nações Unidas na Resolução 846 e durou de junho de 1993 a setembro de 1994. Essa missão deveria "monitorar a fronteira entre Uganda e Ruanda e verificar que nenhuma assistência militar estava sendo fornecida através dela". Esteve baseada em Kabale, Uganda, e seu mandato, assim, abrangeu 193 milhas de fronteira. Os países que contribuíram para a UNOMUR incluíram Bangladesh, Botsuana, Brasil, Hungria, Países Baixos, Senegal, Eslováquia e Zimbabué. 